# Noyant-et-Aconin
 Noyant-et-Aconin  là một xã ở tỉnh Aisne, vùng Hauts-de-France thuộc miền bắc nước Pháp.